# Prato Carnico
Prato Carnico este o comună din provincia Udine, regiunea Friuli-Veneția Giulia, Italia, cu o populație de 843 locuitori (1 ianuarie 2023) și o suprafață de 81,72 km².

## Demografie
Prato Carnico - evoluția demografică

|  | Graficele sunt indisponibile din cauza unor probleme tehnice. Mai multe informații se găsesc la Phabricator și la wiki-ul MediaWiki. |

Date: Recensăminte sau birourile de statistică - grafică realizată de Wikipedia